# ماریا نتسووا
ماریا نتسووا (روسی: Мария Вячеславовна Нетесова؛ زادهٔ ۲۶ مهٔ ۱۹۸۳) ژیمناست ریتمیک اهل روسیه است.
وی همچنین برندهٔ جوایزی همچون نشان دوستی شده‌است.